# Ingvar Svahn
Ingvar Svahn (Malmö, 22 maggio 1938 – Malmö, 16 giugno 2008) è stato un calciatore svedese, di ruolo attaccante.

## Carriera
Vinse il Guldbollen nel 1967.

## Palmarès

### Club

#### Competizioni nazionali
- Campionato svedese: 2

Malmö FF: 1965, 1967
- Coppa di Svezia: 1

Malmö FF: 1967